# یواس‌اس الاموچی (وای‌تی‌بی-۲۲۸)
یواس‌اس الاموچی (وای‌تی‌بی-۲۲۸) (به انگلیسی: USS Alamuchee (YTB-228)) یک کشتی است که طول آن ۱۱۰ فوت (۳۴ متر) می‌باشد. این کشتی در سال ۱۹۴۵ ساخته شد.